# Kiedy przyjdzie dzień
Kiedy przyjdzie dzień – piąty album Antoniny Krzysztoń wydany w 1996 roku.

## Lista utworów
1. 'Kiedy przyjdzie dzień' muz. Kuba, sł. Antonina Krzysztoń
2. 'Tam gdzie kres' mel. lud., sł. Antonina Krzysztoń
3. 'Pociąg do nieba' muz. Joszko Broda
4. 'Pada deszcz' muz. Kuba, sł. Antonina Krzysztoń
5. 'Cisza wkoło' muz. W.A. Mozart, sł. tradycyjne
6. 'Już nas w domu nie ma' muz. tradycyjna, sł. tradycyje
7. 'Nigdy nie' muz. i sł. Antonina Krzysztoń
8. 'Okaryna jesienna' muz. Joszko Broda
9. 'Późną nocą jesieni już blisko' Jacek Kleyff/Antonina Krzysztoń
10. 'My jestemy razem' muz. i sł. Antonina Krzysztoń
11. 'Wróć świecie' muz. Kuba, sł. Antonina Krzysztoń
12. 'Kanon' muz. W.A. Mozart
13. 'Czemu ty' muz. i sł. Antonina Krzysztoń
14. 'Tam na małej górze' muz. i sł. Antonina Krzysztoń
15. 'Śmiechu mój' muz.Kuba, sł. Antonina Krzysztoń
16. 'Gdy zapada zmierzch' muz. Cat Stevens i Antonina Krzysztoń, sł. Antonina Krzysztoń
17. 'Ptaszki'